# Американские мечты
«Американские мечты» — американский драматический телесериал, продлившийся три сезона и включавший 61 эпизод, который транслировался на NBC с 29 сентября 2002 года по 30 марта 2005 года. Шоу рассказывает историю семьи Прайор из Филадельфии в середине 1960-х годов, и многие сюжетные линии сосредоточены вокруг девушки-подростка Мэг (Бриттани Сноу), которая танцует в «American Bandstand» Дика Кларка. В шоу часто участвовали современные музыканты, выступавшие в роли популярных музыкантов 1960-х годов. В первом сезоне действие происходит в 1963–64 годах, второй — в 1964–65, а третий — в 1965–66.
Сериал был создан Джонатаном Принцем и разработан совместно Джошем Гольдштейном и Принцем; последний также был одним из исполнительных продюсеров вместе с Диком Кларком. Он дебютировал 29 сентября 2002 года и первоначально транслировался по воскресеньям в 20:00 по восточному времени, но переместился на то же время по средам с 9 марта 2005 года до финала третьего сезона (30 марта 2005 года). Шоу было известно под названием «Наше поколение», когда оно дебютировало в Австралии; однако, когда по возвращении во втором сезоне, его снова переименовали («Американские мечты»).
Саундтрек «Generation» для сериала написал и исполнил Эмерсон Харт, солист группы «Tonic». Эта песня принесла Харту награду ASCAP за номинацию в категории телевидения в 2003 году. Шоу было удостоено награды TV Land Awards 2003 года в номинации Future Classic.

## Краткое содержание
Прайоры — ирландско-католическая семья, проживающая в 1963 году в Филадельфии. Ветеран Второй мировой войны Джон Прайор — владелец теле- и радиомагазина. У него и его жены-домохозяйки Хелен пятеро детей: старшеклассник и футболист Джей-Джей, младшие сестры Мэг и Пэтти и младший брат Уилл, страдающий хромотой (как результат осложнений от полиомиелита). Джек нанимает Генри Уокера, чей сын Сэм является одним из немногих чернокожих учеников Восточной католической средней школы. Мэг и её лучшая подруга Роксана проходят прослушивание в шоу Дика Кларка «American Bandstand», съёмки которого проходят в городе, в то время как Джей Джей надеется получить футбольную стипендию, чтобы пройти в команду Notre Dame Fighting Irish. Шоу отражает такие исторические события, как убийство Джона Ф. Кеннеди, расовые беспорядки в Филадельфии 1964 года, участие США во Вьетнамской войне и движение против неё.
| Сезон | Серии | Серии | Даты показа      | Даты показа     |
| Сезон | Серии | Серии | Первая серия     | Последняя серия |
| ----- | ----- | ----- | ---------------- | --------------- |
| 1     | 25    | 25    | 29 сентября 2002 | 18 мая 2003     |
| 2     | 19    | 19    | 28 сентября 2003 | 4 апреля 2004   |
| 3     | 17    | 17    | 26 сентября 2004 | 30 марта 2005   |

## В ролях

### Главные герои
- Бриттани Сноу — Маргарет (Мэг) Прайор. В свободное время танцует в шоу American Bandstand Дика Кларка. Растёт в католической семье.
- Том Верика — Джон Дж. (Джек) Прайор. Отец Мэг, глава семьи. Владеет магазином теле- и радиотехники Прайора. Позже представлял свой округ в городском совете Филадельфии.
- Гейл О'Грэйди — Хелен Прайор, жена Джека. Мать-домохозяйка, которая позже устраивается на работу в туристическое агентство.
- Уилл Эстес — Джон Дж. (Джей-Джей) Прайор-младший: самый старший ребёнок в семье. Записывается в Корпус морской пехоты США и принимает участие в войне во Вьетнаме.
- Сара Рамос — Патриция (Пэтти) Прайор, младшая сестра Мэг. Начитанная и ведёт себя как всезнайка.
- Итан Дэмф — Уильям (Уилл) Прайор, самый младший из Прайоров, чья нога пострадала от полиомиелита, за что родители испытывают чувство вины, поскольку в своё время они отказались сделать ему вакцину Солка. Во втором сезоне шоу его ногу восстанавливают хирургическим путём.
- Джонатан Адамс — Генри Уокер. Афроамериканский служащий в магазине Джека, который позже становится его партнёром в магазине, семьянин.
- Арлен Эскарпета — Сэмюэль (Сэм) Уокер, сын Генри и хороший друг Мэг, к которому она испытывает романтические чувства в третьем сезоне.
- Ванесса Ленгиз — Роксана Божарски, лучшая подруга Мэг, которая имеет привычку попадать в неприятности. Она также участвует в American Bandstand с Мэг.
- Рэйчел Бостон — Элизабет (Бет) Мейсон-Прайор, подруга Джей-Джея, на которой он женится в третьем сезоне после возвращения из Вьетнама. У них родится сын Трип.

### Второстепенные персонажи
- Мэттью Джон Армстронг — Пит Прайор, младшего брата Джека, офицер полицейского управления Филадельфии. Он закреплён на участке Колумбия-авеню в Северной Филадельфии, к которому относится дом Уокеров и второй магазин Прайоров. Он пристрастился к алкоголю и азартным играм. Почти женился во втором сезоне на Нэнси (коллеге и подруге Хелен), но отменил свадьбу в последнюю минуту.
- Кристофер Казинс — Теодор (Теда) Прайор, старший брат Джека и Пита, успешный бизнесмен, у которого напряжённые и неблизкие отношения с остальной семьёй. Его можно увидеть только в нескольких эпизодах, он погибает в автокатастрофе в конце третьего сезона.
- Натали Марстон — Мелисса Прайор, 18-летняя дочь Теда, племянница Джека и Пита. Осенью 1966 года поступила в Вассарский колледж.
- Джон Дж. (Трип) Прайор III: сын Джей-Джея и Бет, родившийся в ноябре 1965 года в третьем сезоне.
- Адина Портер — Гвен Уокер. Жена Генри и домработница, умершая во втором сезоне от рака.
- Эйжа Полк — Анджела Уокер, дочь Генри и Гвен, ровесница Пэтти.
- Кит Робинсон — Нейтан Уокер, племянник Генри. Некоторое время провёл в тюрьме; в итоге исправился и нашёл работу в службе доставки.
- Джеми Элман — Люк Фоули, работник музыкального магазина. Парень Мэг в первом сезоне. После расставания Люк и Роксана сблизились и начали жить вместе в третьем сезоне.
- Джесси Хатч — Джеймс (Джимми) Райли. Партнёр Мэг в танцах на шоу, который уезжает на фронт. Он возвращается в «Американские мечты» во втором сезоне в инвалидном кресле.
- Сэмюэль Пэйдж — Дрю Мэндел. Студент колледжа Пенсильванского университета. Встречается с Мэг во время шоу, несмотря на неприязнь к Дрю со стороны её брата Джей-Джея и отца. Отношения закончились, когда Мэг поймала его на том, что он ей изменяет.
- Джонни Льюис — Леонард (Ленни) Бибер, бойфренд Роксаны во втором сезоне, с которым она отправляется в турне. Глава группы «Ленни и пилигримы».
- Майло Вентимилья — Кристофер (Крис) Пирс, сын Шелли Пирс, который в третьем сезоне становится любовным увлечением Мэг.
- Родни Скотт — Дэниел (Дэнни) О'Коннор. Защитник футбольной команды Восточной католической средней школы в первом сезоне, имел непродолжительные отношения с Мэг во втором сезоне. Его старший брат был объявлен пропавшим без вести во Вьетнаме. В третьем сезоне тело брата Дэнни находят во Вьетнаме.
- Пол Василевски — Томас (Томми) ДеФелис. Мачо, друг и в прошлом товарищ Джей-Джея по футбольной команде. Джей-Джей позже прекращает дружбу, когда замечает за ним проявления расизма после перевода Сэма в их школу. Они возобновляют дружбу, когда Томми берёт на себя вину за поступок Джей-Джея.
- Кевин Шеридан — Кенни Киган, друг, одноклассник и товарищ по команде Джей-Джея, посредственный спортсмен.
- Джессика Коллинз — Коллин. Коллега и в течение некоторого времени в первом сезоне девушка Джей-Джея, она старше Джей-Джея и состоит в разводе.
- Джоуи Лоуренс — Майкл Брукс. Продюсер танцев в шоу «American Bandstand». Его персонаж появляется только в первом сезоне шоу.
- Майкл Э. Роджерс — Колин. Продюсер танцев в шоу «American Bandstand», занявший место пост Майкла Брукса.
- Питер Спеллос — Гас, остроумный ассистент продюсера «American Bandstand».
- Мишель Морган — Тереза Макманус, штатная танцовщица шоу, которой не нравится Мэг.
- Пол Д. Робертс — Дик Кларк, ведущий «American Bandstand».
- Майкл Бюргер — Чарли О'Доннелл, диктор «American Bandstand».
- Найджел Тэтч — Уилли Джонсон, харизматичный местный агитатор в Северной Филадельфии, сыгравший важную роль в провокации расового бунта в Филадельфии в 1964 году.
- Вирджиния Мэдсен — Ребекка Сандстром, подруга Хелен из книжного клуба. Её героиня ушла после первого сезона.
- Алисия Коппола — Нэнси. После встречи с Хелен во время работы в туристическом агентстве она стала одним из доверенных лиц Хелен. Нэнси встречалась, а затем обручилась с Питом Прайором, но он бросил её у алтаря.
- Хэнк Стрэттон — Дональд Норвилл, коллега Хелен в агентстве. Позже его уволили из-за сексуальной ориентации.
- Стив Райан — отец Конти, строгий католический священник семьи Прайоров, который также является директором Восточной католической средней школы.
- Джеймс Рид и Барбара Элин Вудс — мистер и миссис Джордж Мейсон, состоятельные родители Бет. Отстраняются от Бет после того, как она забеременела от Джей Джея Прайора, хотя в третьем сезоне шоу была предпринята попытка примирения.
- Арт Гарфанкел — мистер Гринвуд, богемный владелец музыкального магазина «Vinyl Crocodile». Появлялся эпизодически в течение первого сезона. Упоминалось, что в третьем сезоне он отправился «в мировое турне со своим другом», что является намёком на сценическое партнёрство Арта Гарфанкела и Пола Саймона.
- Дафна Зунига — Шелли Пирс, мать-одиночка, которая работает в клубе Playboy поблизости и соседка Прайоров (начиная с начала 3 сезона).
- Мюррэй Рубинштейн — Мюррэй, владелец парикмахерской, чей бизнес находится рядом с магазином Прайоров. Частый гость в магазине, правда, что-то покупает редко.
- Кэйтлин Грир — Одри, студентка Пенсильванского университета, которая дружит с Мэг и Сэмом.

## Эпизоды

### Сезон 1 (2002–2003)
| № общий | № в сезоне | Название                   | Режиссёр          | Автор сценария                      | Дата премьеры    | Зрители США (млн) |
| ------- | ---------- | -------------------------- | ----------------- | ----------------------------------- | ---------------- | ----------------- |
| 1       | 1          | «Pilot»                    | Дэвид Семел       | Джонатан Принц                      | 29 сентября 2002 | 13.9              |
| 2       | 2          | «The End of the Innocence» | Дэвид Семел       | Джонатан Принц                      | 6 октября 2002   | 13.2              |
| 3       | 3          | «New Frontier»             | Дэн Лернер        | Бекки Хартман-Эдвардс               | 13 октября 2002  | 10.4              |
| 4       | 4          | «Pryor Knowledge»          | Патрик Р. Норрис  | Эмили Уайтселл                      | 20 октября 2002  | 11.1              |
| 5       | 5          | «The Fighting Irish»       | Дэвид Семел       | Джон Хэрмон Фельдман                | 27 октября 2002  | 11.0              |
| 6       | 6          | «Soldier Boy»              | Билл Д’Элиа       | Джон Романо                         | 3 ноября 2002    | 12.3              |
| 7       | 7          | «Cold Snap»                | Майкл Уоткинс     | Рэма Лори Стэгнер                   | 10 ноября 2002   | 11.5              |
| 8       | 8          | «Black and White»          | Такер Гейтс       | Бекки Хартман-Эдвардс Джон Романо   | 17 ноября 2002   | 10.1              |
| 9       | 9          | «The Home Front»           | Эллен С. Прессман | Джон Хэрмон Фельдман                | 1 декабря 2002   | 10.8              |
| 10      | 10         | «Silent Night»             | Рэндолл Зиск      | Эмили Уайтселл                      | 15 декабря 2002  | 10.0              |
| 11      | 11         | «I Wanna Hold Your Hand»   | Дэвид Семел       | Шерри Купер                         | 5 января 2003    | 10.7              |
| 12      | 12         | «Great Expectations»       | Марк Пизнарский   | Дебора Свишер                       | 12 января 2003   | 10.7              |
| 13      | 13         | «The Pursuit of Happiness» | Крейг Зиск        | Рэма Лори Стэгнер                   | 2 февраля 2003   | 10.7              |
| 14      | 14         | «Heartache»                | Майкл Уоткинс     | Бекки Хартман-Эдвардс               | 9 февраля 2003   | 10.6              |
| 15      | 15         | «False Start»              | Рэндолл Зиск      | Лиз Тайглаар                        | 16 февраля 2003  | 9.3               |
| 16      | 16         | «Act of Contrition»        | Дэвид Семел       | Джон Романо                         | 2 марта 2003     | нет данных        |
| 17      | 17         | «Past Imperfect»           | Марк Пизнарский   | Джон Хэрмон Фельдман Эмили Уайтселл | 9 марта 2003     | 9.1               |
| 18      | 18         | «The One»                  | Оз Скотт          | Майкл Фоли                          | 16 марта 2003    | 9.4               |
| 19      | 19         | «Where the Boys Are»       | Дэвид Семел       | Дэвид Б. Харрис Кристин Шенли       | 30 марта 2003    | 9.7               |
| 20      | 20         | «The Carpetbaggers»        | Стивен Робмен     | Бекки Хартман-Эдвардс               | 6 апреля 2003    | 9.85              |
| 21      | 21         | «Fear Itself»              | Брайан Спайсер    | Рэма Лори Стэгнер                   | 13 апреля 2003   | 7.78              |
| 22      | 22         | «Secrets and Lies»         | Дэвид Семел       | Эмили Уайтселл                      | 27 апреля 2003   | 7.42              |
| 23      | 23         | «Down the Shore»           | Лесли Либман      | Джон Кауэн Роберт Л. Ровнер         | 4 мая 2003       | 9.12              |
| 24      | 24         | «High Hopes»               | Крейг Зиск        | Бекки Хартман-Эдвардс Джон Романо   | 11 мая 2003      | 8.12              |
| 25      | 25         | «City on Fire»             | Дэвид Семел       | Джонатан Принц                      | 18 мая 2003      | 9.02              |

### Сезон 3 (2003-2004)
| № общий | № в сезоне | Название                 | Режиссёр          | Автор сценария        | Дата премьеры    | Зрители США (млн) |
| ------- | ---------- | ------------------------ | ----------------- | --------------------- | ---------------- | ----------------- |
| 26      | 1          | «And Promises to Keep»   | Дэвид Семел       | Джонатан Принц        | 28 сентября 2003 | 9.6               |
| 27      | 2          | «R-E-S-P-E-C-T»          | Брайан Спайсер    | Эмили Уайтселл        | 5 октября 2003   | 7.4               |
| 28      | 3          | «Another Saturday Night» | Тимоти Басфилд    | Бекки Хартман-Эдвардс | 12 октября 2003  | 8.5               |
| 29      | 4          | «Crossing the Line»      | Крейг Зиск        | Джош Реймс            | 19 октября 2003  | 7.4               |
| 30      | 5          | «Life's Illusions»       | Джеймс Уитмор мл. | Рэма Лори Стэгнер     | 26 октября 2003  | 9.7               |
| 31      | 6          | «Rescue Me»              | Дэвид Семел       | Джон Романо           | 2 ноября 2003    | 7.7               |
| 32      | 7          | «Ticket to Ride»         | Норберто Барба    | Оливер Голдстик       | 16 ноября 2003   | 8.4               |
| 33      | 8          | «Change a-Comin'»        | Пэрис Баркли      | Нэнси Вон             | 23 ноября 2003   | 8.7               |
| 34      | 9          | «The Long Goodbye»       | Дэвид Семел       | Эмили Уайтселл        | 30 ноября 2003   | 9.6               |
| 35      | 10         | «The 7-10 Split»         | Марк Пизнарский   | Бекки Хартман-Эдвардс | 4 января 2004    | 9.7               |
| 36      | 11         | «Beyond the Wire»        | Майкл Кэтлман     | Майкл Фоли            | 11 января 2004   | 9.4               |
| 37      | 12         | «Real-to-Reel»           | Джессика Ю        | Рэма Лори Стэгнер     | 18 января 2004   | 7.5               |
| 38      | 13         | «To Tell the Truth»      | Дэвид Семел       | Джош Реймс            | 15 февраля 2004  | 10.5              |
| 39      | 14         | «Old Enough to Fight»    | Рэндолл Зиск      | Лиз Тайглаар          | 22 февраля 2004  | 8.5               |
| 40      | 15         | «Shoot the Moon»         | Элоди Кин         | Оливер Голдстик       | 7 марта 2004     | 8.7               |
| 41      | 16         | «Can't Hold On»          | Том Верика        | Нэнси Вон             | 14 марта 2004    | 9.0               |
| 42      | 17         | «Chasing the Past»       | Дэн Аттиас        | Джош Реймс            | 21 марта 2004    | 8.9               |
| 43      | 18         | «Stewart's Charge»       | Дэн Аттиас        | Джош Кинг             | 28 марта 2004    | 9.0               |
| 44      | 19         | «No Way Out»             | Дэвид Семел       | Эмили Уайтселл        | 4 апреля 2004    | 8.4               |

### Сезон 3 (2004–2005)
| № общий | № в сезоне | Название                      | Режиссёр               | Автор сценария        | Дата премьеры    | Зрители US (млн) |
| ------- | ---------- | ----------------------------- | ---------------------- | --------------------- | ---------------- | ---------------- |
| 45      | 1          | «Long Shots and Short Skirts» | Дэвид Семел            | Рэма Лори Стэгнер     | 26 сентября 2004 | 8.61             |
| 46      | 2          | «Charade»                     | Роберт Сингер          | Эмили Уайтселл        | 3 октября 2004   | 7.49             |
| 47      | 3          | «Leaders of the Pack»         | Дэн Аттиас             | Джош Реймс            | 10 октября 2004  | 7.04             |
| 48      | 4          | «Surround Me»                 | Феликс Энрикез Алькала | Нэнси Вон             | 17 октября 2004  | 6.36             |
| 49      | 5          | «So Long, Farewell»           | Том Верика             | Бекки Хартман-Эдвардс | 24 октября 2004  | 6.61             |
| 50      | 6          | «Clear and Present Danger»    | Лев Л. Спиро           | Лиз Тайглаар          | 31 октября 2004  | 7.05             |
| 51      | 7          | «What Dreams May Come»        | Джеймс Уитмор мл.      | Джейсон Уилборн       | 7 ноября 2004    | 7.49             |
| 52      | 8          | «One in a Million»            | Джеймс Чори            | Майкл Фоли            | 14 ноября 2004   | 8.64             |
| 53      | 9          | «Tidings of Comfort and Joy»  | Дэвид Семел            | Джонатан Принц        | 21 ноября 2004   | 8.82             |
| 54      | 10         | «Home Again»                  | Марк Пизнарский        | Рэма Лори Стэгнер     | 2 января 2005    | 8.25             |
| 55      | 11         | «Truth Be Told»               | Эмили Уайтселл         | Джош Реймс            | 9 января 2005    | 6.99             |
| 56      | 12         | «For Richer, For Poorer»      | Эрик Ланёвилль         | Джон Романо           | 23 января 2005   | 7.38             |
| 57      | 13         | «Starting Over»               | Дэвид Семел            | Нэнси Вон             | 30 января 2005   | 7.22             |
| 58      | 14         | «The Commencement»            | Марк Пизнарский        | Бекки Хартман-Эдвардс | 9 марта 2005     | 7.47             |
| 59      | 15         | «California Dreamin'»         | Джеймс Чори            | Лиз Тайглаар          | 16 марта 2005    | 5.81             |
| 60      | 16         | «No Satisfaction»             | Дэвид Семел            | Дирдра Шоу            | 23 марта 2005    | 6.14             |
| 61      | 17         | «It's My Life»                | Джеймс Уитмор мл.      | Ленн К. Розенфельд    | 30 марта 2005    | 6.00             |

## Хронология событий сериала

### Предшествующие события
- 1920 г. — рождение Джека Прайора.
- 1927 г. — рождение Хелен Долан.
- сентябрь 1945 г. — Джек Прайор, предположительно вернувшийся с боевых действий во Второй мировой войне, заводит ребёнка с Хелен Долан.
- ноябрь 1945 г. — свадьба Джека Прайора и Хелен Долан.
- июнь 1946 г. — рождение Джей-Джея Прайора.
- 1946 г. — рождение Бет Мейсон.
- 1947 — рождение Сэма Уокера и Люка Фоули.
- март 1948 г. — рождение Роксаны Божарски.
- август 1948 г. — рождается Мэг Прайор.
- 1951 — рождение Анджелы Уокер.
- 1950 — рождение Пэтти Прайор.
- 1956 — рождение Уилла Прайор.

### События, упомянутые в сериале
- ноябрь 1963 г. — Мэг и Роксана начинают участвовать в American Bandstand.
- июнь 1964 — Джей-Джей и Бет заканчивают среднюю школу.
- август 1964 г. — расовые беспорядки в Филадельфии.

## Рейтинги
Сезонные рейтинги (на основе среднего числа зрителей одного эпизода) сериала «Американские мечты» на NBC.
| Сезон | Временной интервал (EST)                     | Количество эпизодов | Премьера         | Премьера       | Финал         | Финал          | Телевизионный сезон | Позиция | Общее количество просмотров |
| Сезон | Временной интервал (EST)                     | Количество эпизодов | Дата             | Зрителей (млн) | Дата          | Зрителей (млн) | Телевизионный сезон | Позиция | Общее количество просмотров |
| ----- | -------------------------------------------- | ------------------- | ---------------- | -------------- | ------------- | -------------- | ------------------- | ------- | --------------------------- |
| 1     | Воскресенье 20:00                            | 25                  | 29 сентября 2002 | 13.9           | 18 мая 2003   | 9.02           | 2002–2003           | #52     | 9.98                        |
| 2     | Воскресенье 20:00                            | 19                  | 28 сентября 2003 | 9.6            | 4 апреля 2004 | 8.4            | 2003–2004           | #67     | 8.75                        |
| 3     | Воскресенье 20:00 (1–13) Среда 20:00 (14–17) | 17                  | 26 сентября 2004 | 8.61           | 30 марта 2005 | 6.00           | 2004–2005           | #79     | 7.20                        |